# Lago Saint-Jean
Il lago Saint-Jean 48°36′N 72°05′W è un lago situato nelle regioni centro-meridionali della provincia canadese del Quebec. Il lago ha una superficie di 1.003 km², una profondità massima di 63 metri ed è posto 206 km a nord del fiume San Lorenzo.
Nel lago si gettano decine di torrenti e piccoli fiumi, tra cui l'Ashuapmushuan, il Mistassini, il Peribonka, il Des Aulnaies, il Métabetchouan e il Ouiatchouane. I principali centri sulle sue rive sono Alma, Dolbeau-Mistassini, Roberval, Normandin e Saint-Félicien, mentre il maggiore emissario è il fiume Saguenay 
Il lago inizialmente veniva chiamato Piékouagami dalle popolazioni Innu che vivevano lungo le sue rive. Fu dato il nome francese in onore di Jean Dequen, un missionario gesuita, che nel 1647 fu il primo europeo a raggiungerne le sponde.